# (30797) Chimborazo
Pour les articles homonymes, voir Chimborazo.
(30797) Chimborazo est un astéroïde de la ceinture principale.

## Description
(30797) Chimborazo est un astéroïde de la ceinture principale. Il fut découvert le 4 février 1989 à La Silla par Eric Walter Elst. Il présente une orbite caractérisée par un demi-grand axe de 2,69 UA, une excentricité de 0,14 et une inclinaison de 12,5° par rapport à l'écliptique.